# István Palotás
István Palotás (ur. 5 marca 1908, zm. 1 października 1987) – węgierski piłkarz występujący na pozycji pomocnika. Grał w drużynach Bocskai FC. Były reprezentant Węgier i uczestnik mistrzostw świata 1934. Po zakończeniu kariery kilkakrotnie trenował drużynę Debreczynu.